# Serra de Mas Florit
La Serra de Mas Florit és una serra situada al municipi de Torrelles de Foix a la comarca de l'Alt Penedès, amb una elevació màxima de 396,7 metres.